# 八二一
八二一（はにはじめ）は、大阪府の写真家ユニット。来秀則（らいひでのり、12月14日生まれ）と藤原なつみ（ふじわらなつみ、7月3日生まれ）の夫婦である。ユニット名の「八二一」は「ハナ肇」をもじったもの。

## 概要
ネコやイヌの写真撮影を中心に活動しており、『あにまるパラダイス』など、動物系の雑誌に連載を持つ。また、飼いネコはっちゃんの写真集は、ユニークなポーズを捉えた写真で人気を集めている。ガムテープで補修されたものに着目した「ガムテープであれが治る」など、ウェブサイト『デイリーポータルZ』や、雑誌『猫びより』（日本出版社）の連載などで、街にある変わった物も題材にしている。

## 飼い猫「はっちゃん」 「きゅうちゃん」
八二一の写真の主なモデルであるはっちゃん(2002年1月8日(推定) - 2016年6月9日)は、もとは神戸市内の公園で地域猫として生活していた猫であった。同じ公園のホームレスにより、忍者ハットリくんのような機敏な動きから「はっちゃん」という名前がつけられたとされる。写真撮影に通っていた八二一が地域猫のボランティアの勧めで里親となり、「八二ハッチ（はにはっち）」と本名が付けられた。
大の字で寝るなどユニークなポーズを取るために、八二一が数多くの写真を撮り、発表したことで注目を集めた。ブログ「はっちゃん日記」は、毎日15万件以上のアクセスがあり、これまでに出た写真集は、トータル10万部以上を越える売り上げがあり、雑誌などでは「日本一有名なネコ」と紹介されることがある。後年自身初の主演DVD「はっちゃんthe movie」も発売された。
なお、はっちゃんは右耳の先が欠けている。これは、地域猫のときにボランティアに去勢手術を受けた印として切除されたものである。
2016年（平成28年）6月9日、死去。
「はっちゃん」の死後、「はっちゃんにそっくりな子猫がいる」との連絡を受け、2016年10月1日より神奈川県で保護された子猫だった「きゅうた」（通称:きゅうちゃん）を新たに迎え入れている。

## 著作一覧

### 主な著作
- 『君のニャは、』（2002年、ワニブックス、ISBN 4-8470-1385-9）
- 『はっちゃんち。』（2004年、青心社、ISBN 4-87892-290-7）
- 『はっちゃんて、』（2004年、青心社、ISBN 4-87892-302-4）
- 『結婚するって本当ですか? 世界の中心で蹴りたい負け犬』（枡野浩一、むらやまじゅん 共著、2004年、朝日新聞、ISBN 978-4-02-257943-0）
- 『はっちゃんだらけ』（2005年、青心社、ISBN 4-87892-307-5）
- 『hatch! はっちゃん日記』（2005年、青心社、ISBN 4-87892-314-8）
- 『hatch!! はっちゃん日記2』（2006年、青心社、ISBN 4-87892-320-2）
- 『はっちゃんだ!』（2006年、竹書房、ISBN 4-8124-2621-9）
- 『はっちゃんシールだらけ』（2006年、講談社、ISBN 4-06-105778-2）
- 『はっちゃんのデジカメ! 写真ドリル デジカメ初心者向け!』（2006年、講談社、ISBN 4-06-213691-0）
- 『はっちゃんのへんがお ゆかいなにゃんドル』（2006年、講談社、ISBN 4-06-378904-7）
- 『はっちゃんのにちじょう かわいいにゃんドル』（2006年、講談社、ISBN 4-06-378903-9）
- 『hatch!!! はっちゃん日記3』（2006年、青心社、ISBN 4-87892-329-6）
- 『hatch!!!! はっちゃん日記4』（2007年、青心社、ISBN 978-4-87892-337-1）
- 『hatch!!!!! はっちゃん日記5』（2007年、青心社、ISBN 978-4-87892-344-9）
- 『hatch!!!!!! はっちゃん日記6』（2008年、青心社、ISBN 978-4-87892-356-2）
- 『はっちゃん 無敵のニャンドル』（2008年、青心社、ISBN 978-4-87892-362-3）
- 『はっちゃん2012CALENDAR』 - TOKIMEKIパブリッシング 2011年10月25日
- 『はっちゃん 2012年 カレンダー』 - 労働教育センター 2011年9月13日 ISBN 978-4-8450-0644-1
- 『はっちゃんち。改訂新版』 - マーブルトロン 2010年9月 ISBN 978-4-12-390272-4
- 『白黒猫はっちゃんのカラフルな毎日』 - TOKIMEKIパブリッシング 2010年9月2日 ISBN 978-4-04-895193-7
- 『名前はまだニャい。』 - TOKIMEKIパブリッシング 2010年3月29日 ISBN 978-4-04-895161-6

### 写真を担当した作品
- 『漫画嫌い枡野浩一の漫画評 1998年 〜 2000年』（枡野浩一、2000年、朝日新聞、二見書房、ISBN 4-576-00572-3）
- 『日本ゴロン』（枡野浩一、2002年、毎日新聞、ISBN 978-4-620-31594-2）
- 『どうぞよろしくお願いします』（枡野浩一、2002年、中央公論新社、ISBN 4-12-390044-5）
- 『もう頬づえをついてもいいですか?』（枡野浩一、2004年、実業之日本社、ISBN 4-408-53459-5）

### DVD
- 『はっちゃん the movie』（2006年6月1日、シンフォレスト）
- 『はっちゃん the movie 2』（2006年11月30日、シンフォレスト）